# Mlenăuți
Mlenăuți – wieś w Rumunii, w okręgu Botoszany, w gminie Hudești. W 2011 roku liczyła 693 mieszkańców.